# Kvinnostaden (bok)

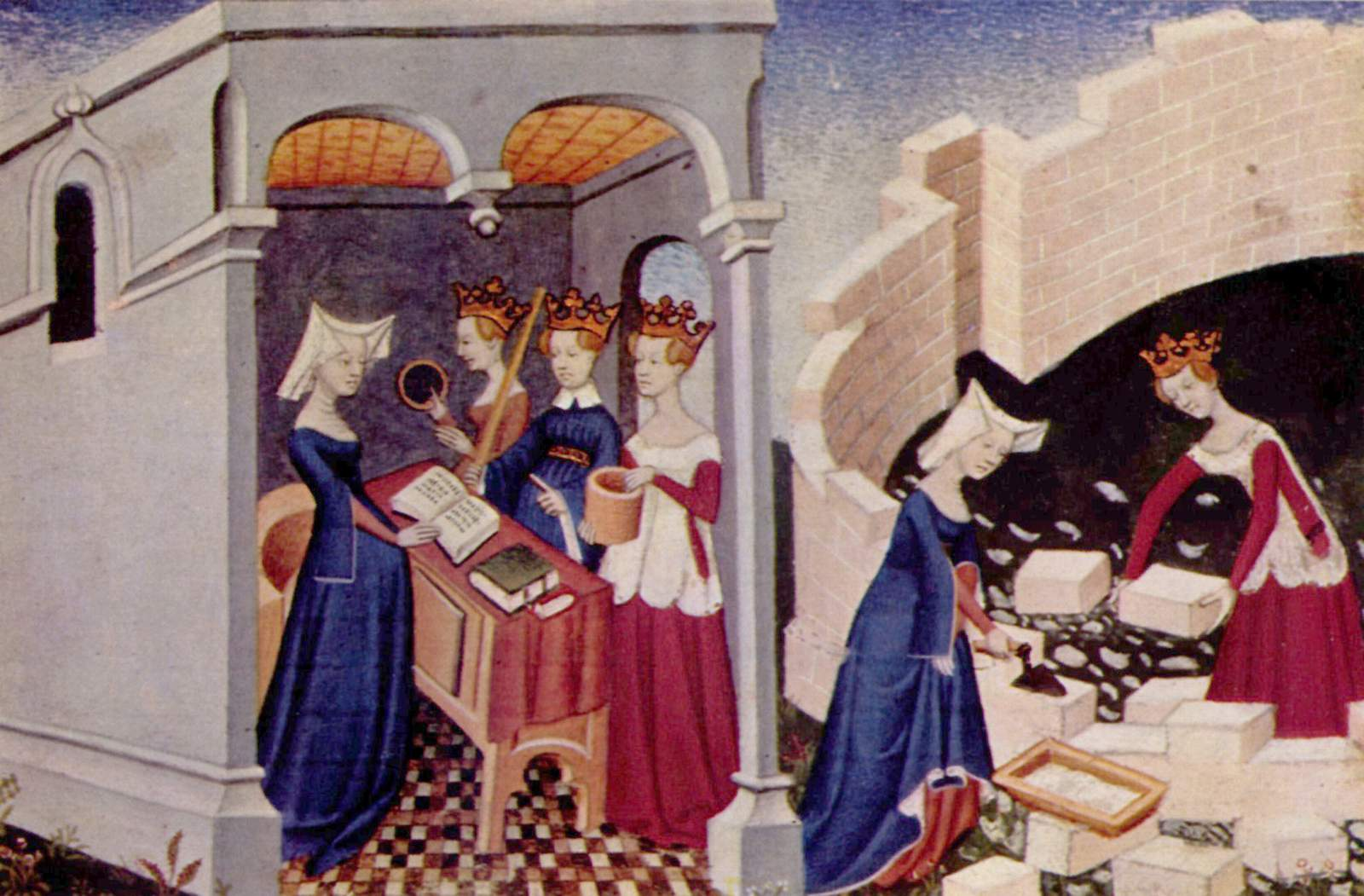
En illustration ur boken. Till vänster visas Christine de Pizan i sin studiekammare, till höger när hon bygger staden. Till sin hjälp har hon Fru Rättrådighet, Fru Rättvisa och Fru Förnuft.

Kvinnostaden (franska: La Cité des Dames) är en bok från 1405, skriven av den medeltida, franska författaren Christine de Pizan. Boken är en av några få skrifter från före 1700-talet som har feministiska förtecken, eftersom de Pizan går till angrepp mot det samtida och historiska manliga kvinnoföraktet. I boken menar hon att män och kvinnor har samma intellektuella och själsliga förmågor, hon ifrågasätter påståendet att kvinnor saknar förnuft eller att de aldrig uträttat något stort. Hon ger exempel på framgångsrika kvinnor, och argumenterar med Gud, mot sin tids kvinnoförakt: 
”Skapade du inte själv kvinnan och gav henne alla de egenskaper som det behagade dig att hon skulle ha? Hur skulle det vara möjligt att du kunde misslyckas?”
Titeln på boken Den nya kvinnostaden, av Nina Burton från 2005 (som nominerades till Augustpriset 2005) syftar till de Pizans Kvinnostaden.

## Första svenska utgåvan
- Kvinnostaden (översättning Jens Nordenhök) Stockholm, Ersatz, 2012. ISBN 978-91-86437-48-0